# Semiramis Pekkan
Semiramis Pekkan (* 30. September 1948 in Istanbul) ist eine türkische Schauspielerin und Sängerin.

## Leben und Karriere
Pekkan, Tochter eines Offiziers, begann ihre Filmkarriere 1964 in Tunc Basarans Kara Memed. Bis Ende 1968 trat sie in etwa 20 Filmen auf; daneben spielte sie am Theater. 
Ihre musikalische Karriere startete sie anschließend; zwei Jahre später erhielt sie eine Goldene Schallplatte. Sie veröffentlichte drei Alben. 2006 erschien ihr Gesamtwerk mit neuen Aufnahmen auf CD.
Ajda Pekkan ist ihre ältere Schwester.

## Diskografie

### Alben
- 1970: Semiramis
- 1972: Semiramis 2
- 1975: Semiramis 3

### Gemeinschaftsalben
- 2023: Akustik Seri (mit Evrencan Gündüz)

### Singles (Auswahl)
- 1968: Olmaz Bu İş Olamaz
- 1970: Dert Ortağım
- 1971: Senden Vazgeçmem
- 1974: Nerdeysen
- 1974: Bana Yalan Söylediler

## Filmografie (Auswahl)
- 1970: Ankara Ekspresi (Sesi ile)
- 1968: Kalbimdeki Yabancı
- 1968: Aşka Tövbe
- 1967: Ömre Bedel Kız
- 1967: Ölünceye Kadar
- 1967: Zehirli Hayat
- 1967: Yaprak Dökümü
- 1967: Söyleyin Genç Kızlara
- 1967: Pranga Mahkumu
- 1967: Krallar Ölmez
- 1967: Kara Davut
- 1967: Kader Bağı
- 1967: Düşman Aşıklar
- 1967: At Hırsızı Banuş
- 1966: Çıtkırıldım
- 1966: Çılgın Gençlik
- 1966: Zehirli Hayat
- 1966: Gaddarlar
- 1965: Artık Düşman Değiliz
- 1964: Kara Memed